# Kenichi Konishi
Pour les articles homonymes, voir Konishi.
Kenichi Konishi (小西 健一, Konishi Ken'ichi) est un joueur japonais de hockey sur gazon né le 20 mars 1909 à Hamheung et mort le 20 mars 1986.

## Biographie
Avec la sélection japonaise, il dispute deux matchs des Jeux olympiques d'été de 1932 à Los Angeles, remportant la médaille d'argent.

## Palmarès
- Jeux olympiques d'été de 1932 à Los Angeles
  -  Médaille d'argent.